# イブキトラノオ属
イブキトラノオ属（イブキトラノオぞく、学名:Bistorta ）はタデ科の属の一つ。本属は、イヌタデ属、オンタデ属、チシマミチヤナギ属、ソバ属とともに、広義のタデ属に含められる場合もある。

## 特徴
多年草で、地下に太く短い根茎がある。根出葉は柄をもち、単葉で縁は全縁。茎は直立し、ふつう分枝しないが、少数の枝を出す場合がある。花は1個の総状花序が茎の先端につく。萼は花弁状で5深裂する。花弁はない。雄蕊は8-10個で花柱は3個ある。
北半球の温帯から寒帯に分布し、とくに東アジアからヒマラヤ山脈にかけた地域で多様性に富む。世界に約30種が知られ、日本では6種が分布する。

## 日本に分布する種
- アブクマトラノオ Bistorta abukumensis Yonek., Iketsu et H.Ohashi
- ナンブトラノオ Bistorta hayachinensis (Makino) H.Gross
- イブキトラノオ Bistorta officinalis Delarbre subsp. japonica (H.Hara) Yonek.
  - エゾイブキトラノオ Bistorta officinalis Delarbre subsp. pacifica (Petrov ex Kom.) Yonek.
- クリンユキフデ Bistorta suffulta (Maxim.) H.Gross
  - ケクリンユキフデ Bistorta suffulta (Maxim.) H.Gross f. pubescens Hiyama
- ハルトラノオ Bistorta tenuicaulis (Bisset et S.Moore) Nakai var. tenuicaulis
  - オオハルトラノオ Bistorta tenuicaulis (Bisset et S.Moore) Nakai var. chionophila Yonek. et H.Ohashi
- ムカゴトラノオ Bistorta vivipara (L.) Delabre
  - ウラゲムカゴトラノオ Bistorta vivipara (L.) Delabre f. roessleri (G.Beck) Kitag.

## ギャラリー
- アブクマトラノオ
- ナンブトラノオ
- イブキトラノオ
- クリンユキフデ
- ハルトラノオ
- オオハルトラノオ
- ムカゴトラノオ